# 8554 Gabreta
8554 Gabreta este un asteroid din centura principală de asteroizi.

## Descriere
8554 Gabreta este un asteroid din centura principală de asteroizi. A fost descoperit pe 25 mai 1995 la Observatorul Kleť de Miloš Tichý. Asteroidul prezintă o orbită caracterizată de o semiaxă mare de 2,21 ua, o excentricitate de 0,09 și o înclinație de 1,9° în raport cu ecliptica.